# هرمون تناسلي
الهرمونات التناسلية هي هرمونات سكرية عديدة الببتيد، تفرزها الخلايا التناسلية والتي توجد في النخامية الامامية في الفقاريات. تشمل هذه العائلة هرمونات الثديات (الهرمون المنشط لحويصلات المبيضين)FSH, الهرمون الملوتن LH (لهرمون المسؤول عن إنتاج الأجسام الصفراء في الجسم عند الذكر والأنثى), الهرمونات التناسلية المشيمية، الهرمونات التناسلية البشرية المشيمية hCG، الهرمونات التناسلية الخيلية المشيمية eCG، كما انها تضم على الاقل نوعين من الهرمونات التناسلية السمكية.هذه الهرمونات هي عوامل اساسية لنظام الغدد الصماء المعقدة التي تنظم النمو الطبيعي، التطور الجنسي، وظيفة الانجاب. LH وFSH تفرز من النخامية الامامية، لكن Hcg وEcg تفرز من المشيمة في البشر الحوامل والفرس على التوالي. تعمل الهرمونات التناسلية على الغدد، السيطرة على إنتاج الجاميتات، والهرمونات الجنسية.

## الانواع الطبيعية والوحدة البنائية
الهرمونات التناسلية الرئيسية في الفقاريات هي LH وFSH، أيضا تنتج البدائيات نوع ثالث من الهرمونات الناسلية تسمى الهرمونات التناسلية المشيمية GC. يتكون الثنائي المغاير الهرمون الاصفر وهرمون المنشط لحويصلات المبيضين من سلسلتي ببتيد، سلسلة ألفا وسلسلة بيتا. الهرمون الاصفر وهرمون المنشط لحويصلات المبيضين يتشاركان بسلاسل ألفا متطابقة (طولها حوالي 100 حمض أميني), بينما توفر سلسلة بيتا خصوصية لتفاعلات المستقبلات. هذه الوحدات يتم تعديلها بشكل كبير من قبل تفاعل الغلايكوسيلاشن.
الوحدات البنائية ألفا شائعة في كل البروتينات الثنائية (محفوظة جيدا داخل الانواع، لكن تختلف فيما بينها، ووحدة بيتا الفريدة من نوعها، والتي تضفي خصوصية بيولوجية. سلاسل ألفا هي بروتينات محفوظة جيدا مكونة من بقايا 100 حمض أميني تحتوي على عشرة سستين مرتبطة برابطة ثاني الكبريتيد، كما هو مبين في التمثيل التالي.
```
+-----+
+----+| +----|--+
| || | | |
xxxxCxCxxxxxxCxCCxxxxxxxxxxxxxCCxxxxxxxxxxCxCxxCx
| | | |
+----|----+ |
| |
+----+
```

'C': سيستين محفوظ يشترك في رابطة ثنائي الكبريتيد
مستويات وحدات الفا الحرة داخل الخلايا أكبر من تلك الموجودة في البروتينات السكرية الناضجة، مما يعني ان تجمع الهرمون محدد بظهور وحدات بيتا خاصة، وبالتالي فان صناعة وحدات الفا وبيتا ينظم بشكل مستقل.
نوع اخر من هرمونات الغدد التناسلية البشرية هرمون الغدد التناسلية المشيمية البشرية، تنتجها المشيمة اثناء الحمل.

## الالية

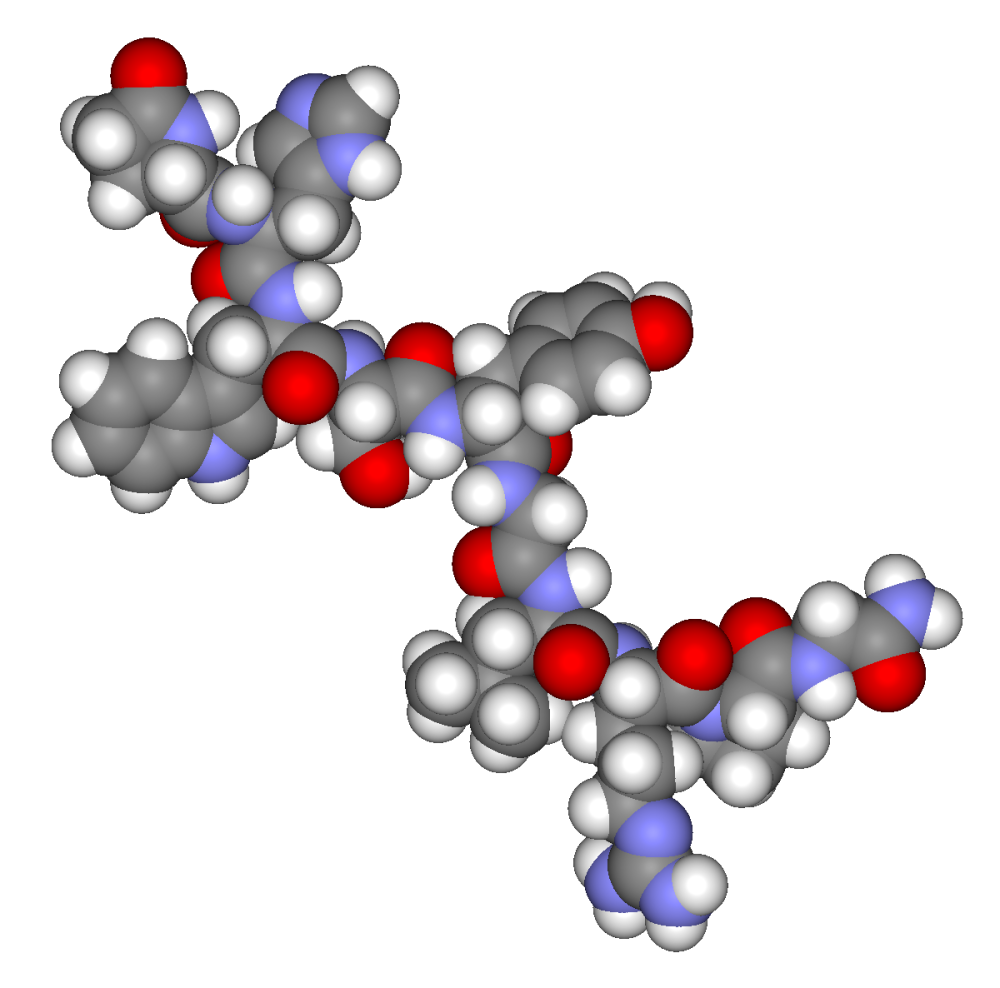
الهرمون الجنسي (ثلاثي الابعاد)

مستقبلات هرمونات الغدد التناسلية مطمورة في سطح الخلية المستهدفة وتتصل مع نظام الG بروتين. الاشعارات الناجمة عن الارتباط مع المستقبل ترحل إلى داخل الخلايا بنظام المرسال الثاني AMP.
يتم افراز هرمونات الغدد التناسلية تحت سيطرة الهرمون المطلق لهرمونات الغدد التناسلية (GnRH) من النواة المقوسة والمنطقة امام التصالبية البصرية من منطقة ما تحت المهاد. الغدد التناسلية ¬_الخصيتين والمبيضين_ تعتبر الاعضاء المستهدفة الأولى لهرموني المنشط لحويصلات المبيضين والهرمون الملوتن. تؤثر هرمونات الغدد التناسلية على أنواع خلايا عديدة وتحصل على استجابات عديدة من الاعضاء المستهدفة. كتعميم مبسط، الهرمون الملوتن يحفز خلايا لايديغ من الخصيتين والخلايا القرابية من المبيضين لانتاج هرمون التستوستيرون (و بشكل غير مباشر هرمون الاستراديول), بينما يحفز هرمون الجريب المحفو الانسجة المنوية من الخصيتين وخلايا الطبقة المحببة من الحويصلات المبيضية، فضلا عن تحفيز إنتاج هرمون الاستروجين من المبايض.
على الرغم من ان هرمونات الغدد التناسلية تفرز بطريقة نابض (نتيجة افراز هرمون النمو النابض), على خلاف حالة هرمون النمو ومضاد هرمون النمو، ثابت\ تنشيط غير نابض لمستقبلات هرمون الغدد التناسلية من هرمونات الغدد التناسلية التي لا تنتج نثبيط وظيفي. هذا يمكن رؤيته في الاسابيع الأولى من الحمل الاسابيع (7_10), حيث الارتفاع المستمر والتدريجي لمستويات نشر هرمونات الغدد التناسلية البشرية المشيمية والإنتاج المتوسط للاستروجين والبروجيسترون من الجسم الاصفر حتى تأخذ المشيمة على إنتاج الهرمونات.

## الامراض
عوز هرمونات الغدد التناسلية بسبب مرض في الغدة النخامية يؤدي إلى قصور الغدد التناسلية، الذي يمكن ان يؤدي إلى العقم. يتضمن العلاج هرمونات تناسلية موجهة، والذي، بالتالي، يعمل كدواء للخصوبة. وهذا يمكن إنتاجه إما بالاستخلاص والتنقية من البول أو عن طريق الحمض النووي المؤتلف.
فشل أو فقدان الغدد عادة يؤدي إلى ارتفاع مستويات الهرمون الملوتن وهرمون المنشط لحويصلات المبيضين في الدم.
عدم حساسية الهرمون الملوتن، الذي يؤدي إلى نقص التنسج في خلية لايديغ عند الذكور، وعدم حساسية هرمون المنشط لحويصلات المبيضين، على التوالي، سببها خسارة وظيفة الطفرات في مستقبلات الاشارات الخاصة بكل منها. حالة أخرى مرتبطة فيما سبق هي عدم حساسية ال (GnRH).

## التحضيرات الصيدلانية
المقال الرئيسي: تحضيرات هرمون الغدد التناسلية.
هناك العديد من التحضيرات الخاصة بهرمونات الغدد التناسلية للاستخدام العلاجي، وكأدوية للخصوبة بشكل اساسي. على سبيل المثال، ما يسمى المينوتروبين (وتسمى أيضا هرمونات الغدد التناسلية بعد انقطاع الطمث) يتكون من الهرمون الملوتن وهرمون المنشط لحويصلات المبيضين المستخرجة من بول النساء بعد انقطاع الطمث. وهناك أيضا متغيرات مؤتلفة.

## معرض صور

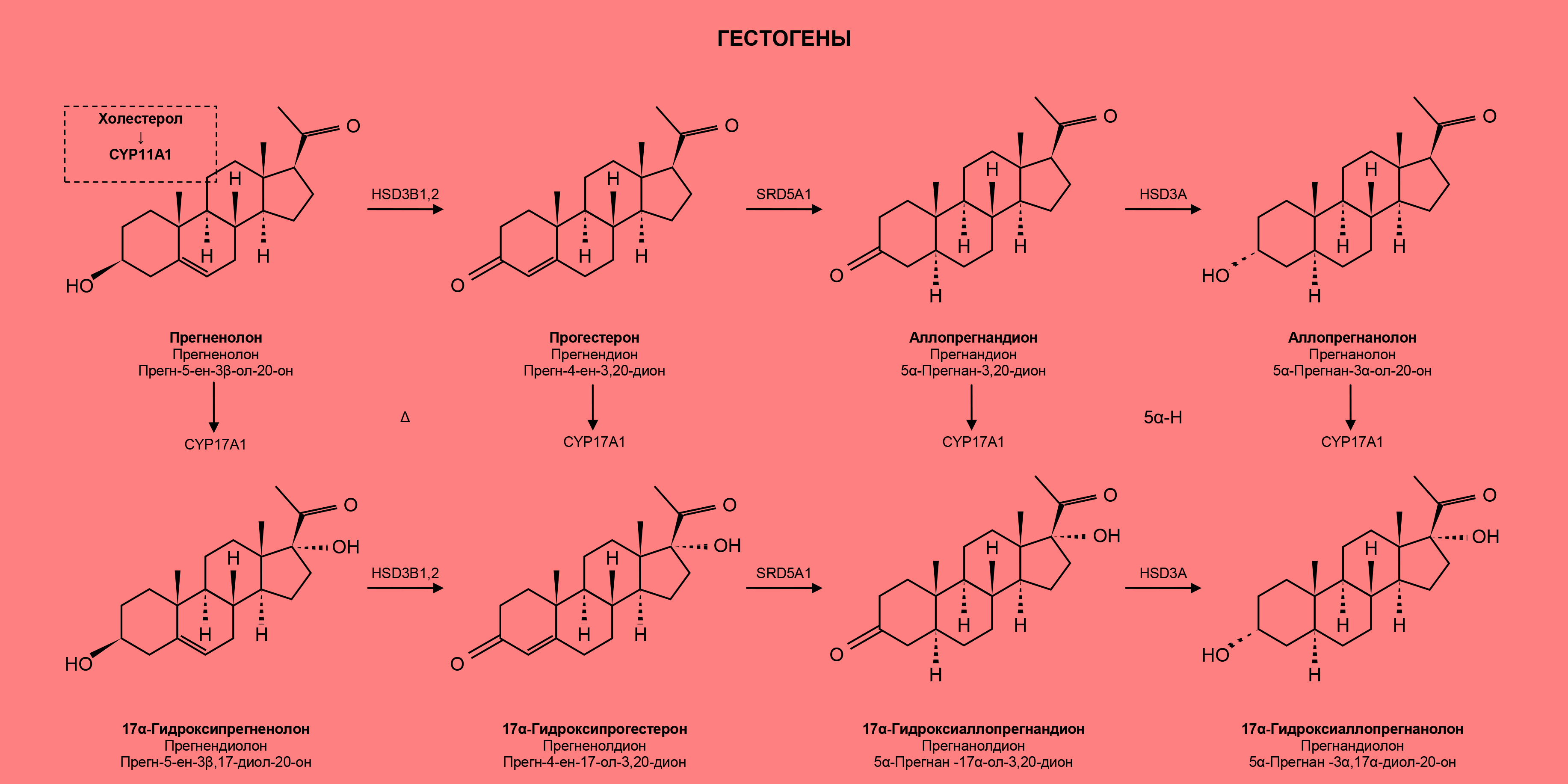
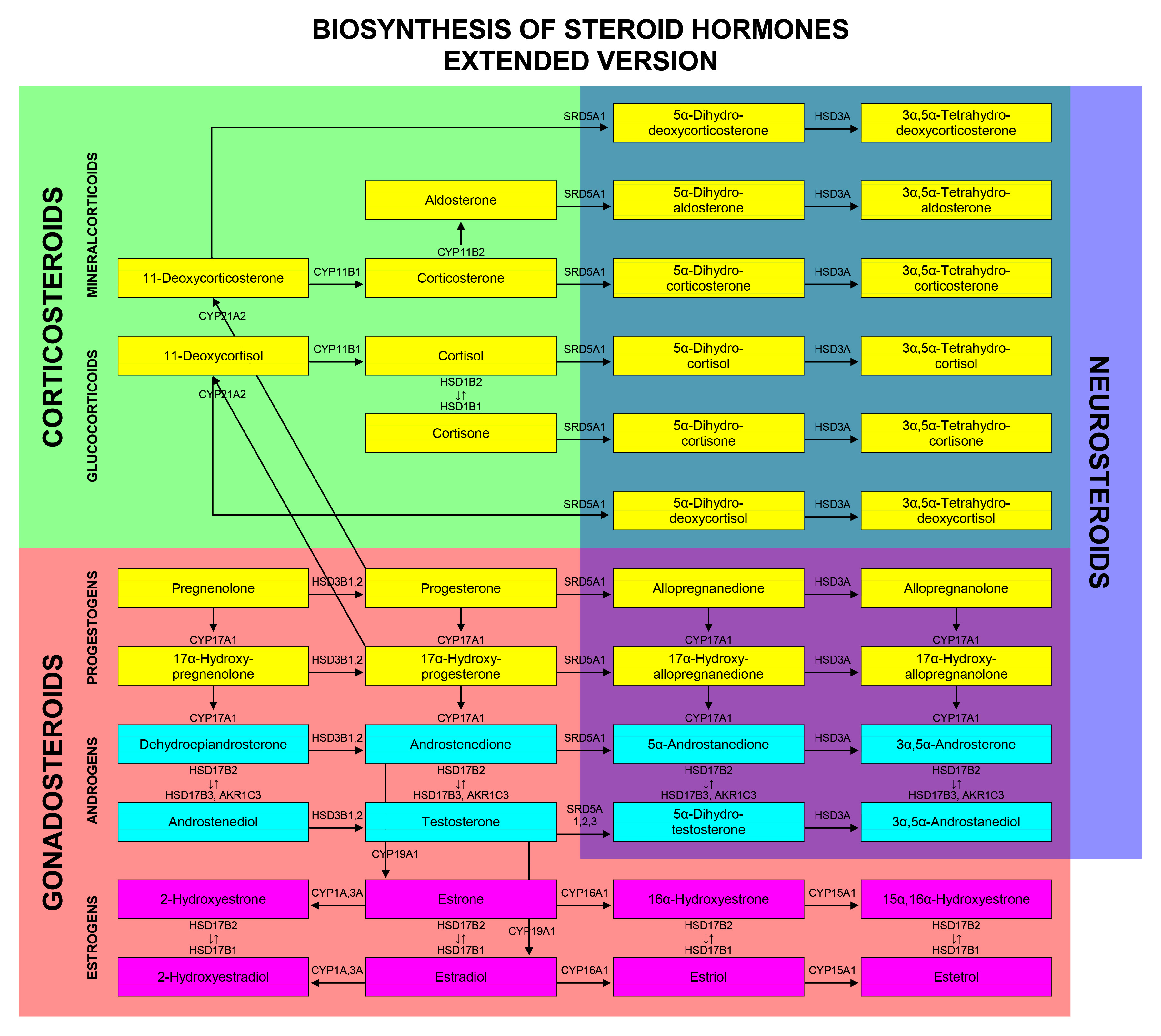
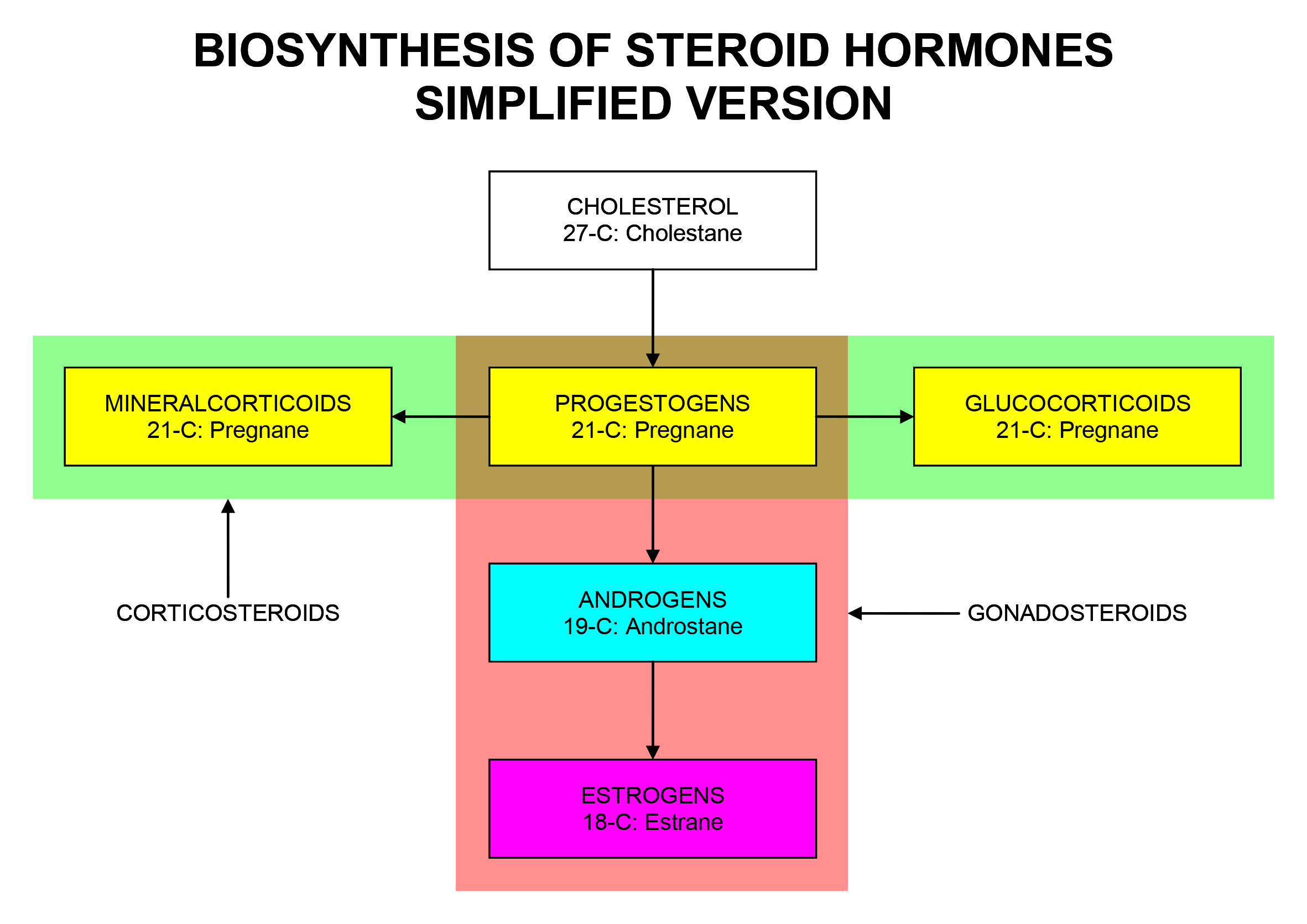

## انظر ايضاً
- هرمون

## وصلات خارجية
- Gonadotropins في المكتبة الوطنية الأمريكية للطب نظام فهرسة المواضيع الطبية (MeSH).

- 10th International Symposium on GnRH